# Шаляпин, Борис Фёдорович
Бори́с Фёдорович Шаля́пин (22 сентября [5 октября] 1904, Москва — 18 мая 1979, Нью-Йорк, Нью-Йорк) — французский и американский художник, живописец и скульптор русского происхождения.
Старший сын и третий из шести детей Фёдора Шаляпина и его жены Иолы Шаляпиной-Торнаги.

## Биография

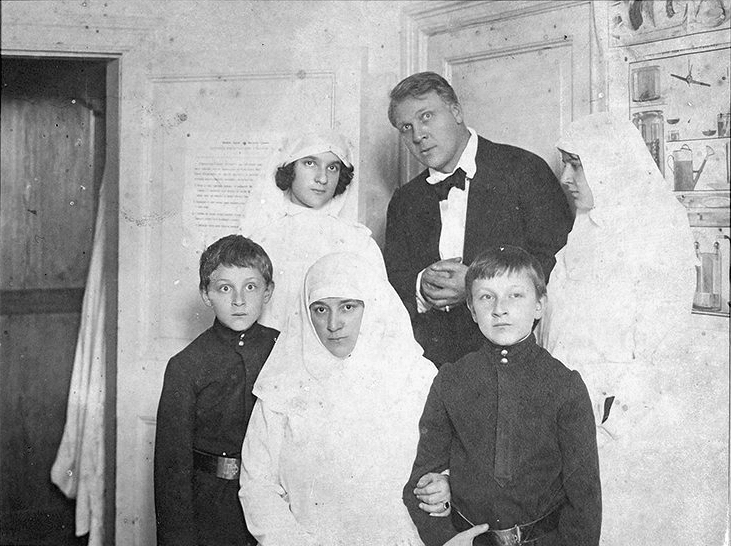
Борис Шаляпин с младшим братом Фёдором и отцом в военном госпитале, 1915

Детство провёл в Москве. В 1919 году учился в Петрограде в академической мастерской Василия Шухаева, в 1920—1923 — в Москве в 1-х и 2-х ГСХМ у Дмитрия Кардовского, Абрама Архипова и Фёдора Захарова, в 1923—1925 годах — на скульптурном факультете ВХУТЕМАСа и в мастерской Сергея Конёнкова на Красной Пресне.
В 1923 провёл около трех месяцев в Париже, летом 1925 вновь приехал в Париж и остался; отец приобрёл для него мастерскую на Монмартре. Продолжил учёбу в академии Коларосси у Ш. Герена, в мастерских Константина Коровина и Даниила Степанова.
В 1927 году, во время гастролей Фёдора Шаляпина в лондонском Ковент-Гардене, открыл в фойе театра первую выставку из десяти работ: портрет сестры Лидии, рисунки на русские темы: «В чайной», «Цыгане на ярмарке», «Купец», «Степан Разин», «Пугачев» и др. В дальнейшем его выставки в театрах и концертных залах часто сопровождали выступления отца по всему миру. Участвовал в выставках русского искусства в парижских галереях d’Alignan (1931), La Renaissance (1932), зале Yteb (1935), в Булонь-Бийанкуре (1935) и в Праге (1935).
Позднее перебрался в США. Работал иллюстратором.
Около трёх десятилетий Борис Шаляпин был одним из авторов обложек журнала Time. Он принадлежит к группе иллюстраторов, которые рисовали обложки золотого века издания. Кроме Шаляпина это Борис Арцыбашев, Роберт Викри, Джеймс Ормсби Чапин и Бернард Сафран.
Умер в 1979 году в Нью-Йорке. Похоронен на кладбище Фернклифф округа Уэстчестер в штате Нью-Йорк.

## Награды

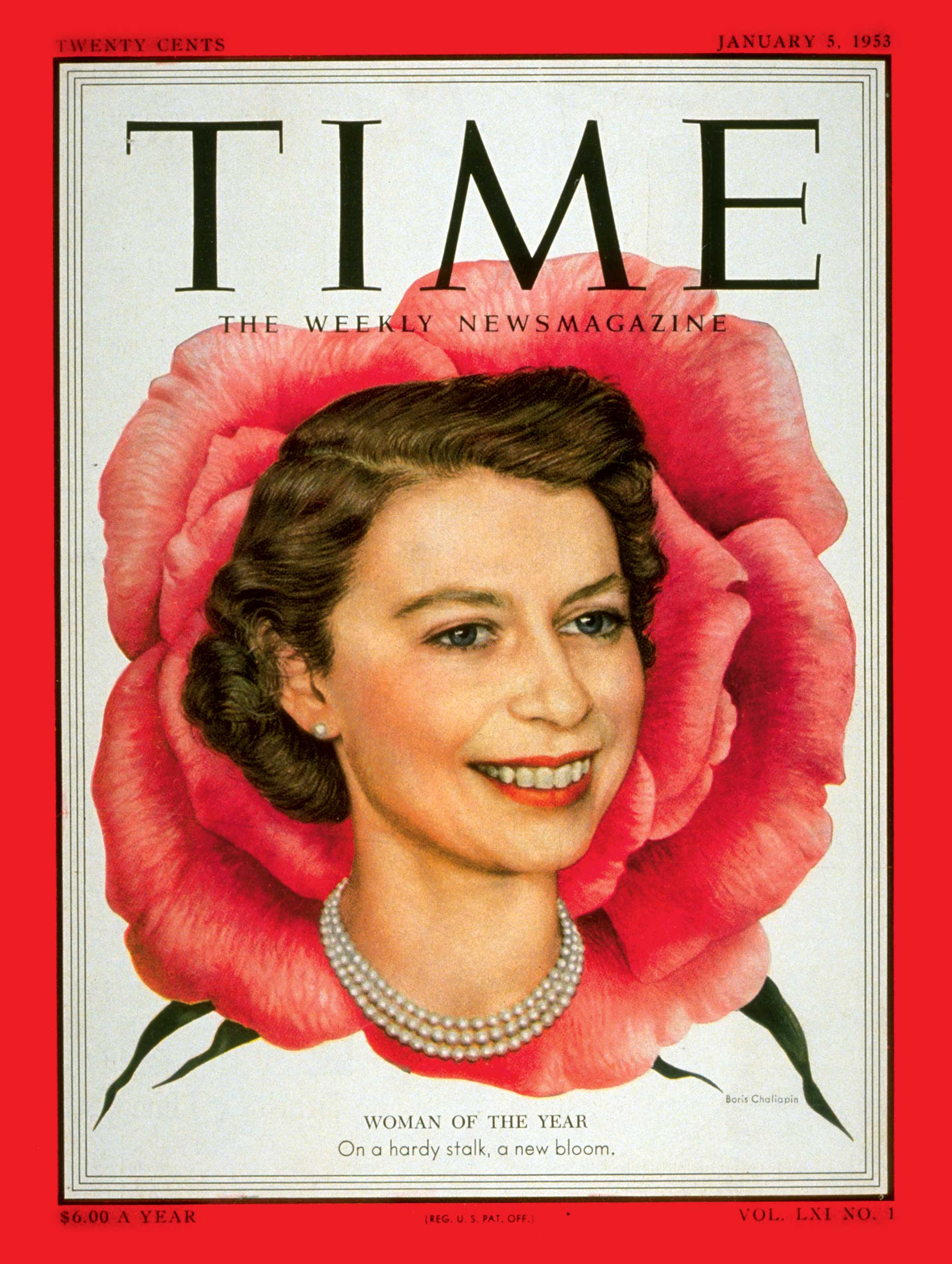
Обложка журнала Time 1953 года с изображением королевы Елизаветы II, подготовленная Борисом Шаляпиным

В 1934 году получил большую золотую медаль Осеннего салона за деревянную скульптуру «Обнажённая». Жертвовал свои работы для благотворительных целей, в том числе для лотереи в пользу Союза русских писателей и журналистов (1931) и для предрождественской выставки-продажи под покровительством великой княгини Ксении Александровны (1935).

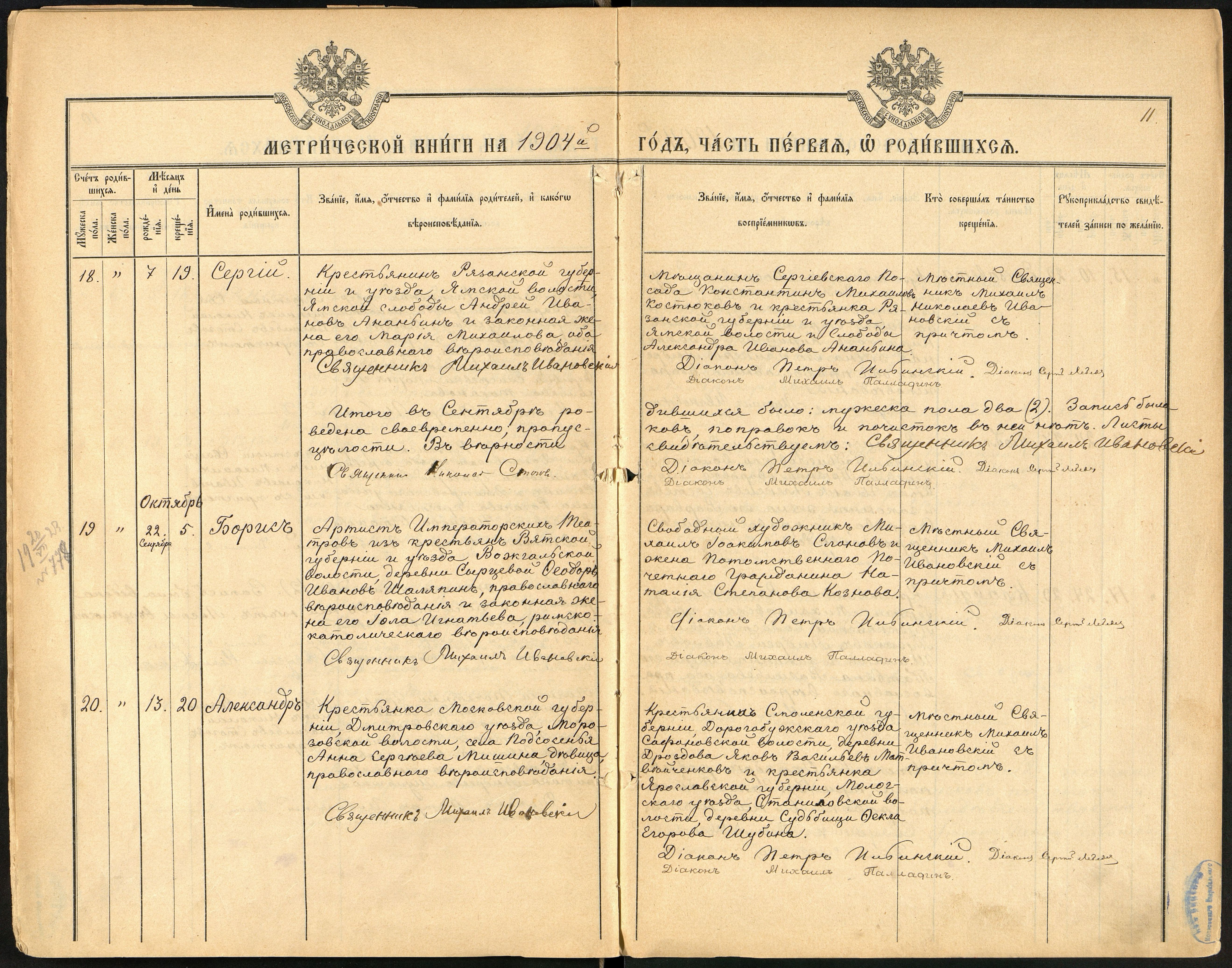
Запись из метрической книги за 1904 год о рождении Бориса Шаляпина